# Рудковський Сергій Захарійович
Сергій Захарійович Рудковський (пол. Sergiusz Szymon Rudkowski; псевд. Га-Родді; нар. 21 листопада 1873, Луцьк — пом. весна 1944, Луцьк) — караїмський поет, письменник і громадський діяч, літературний псевдонім якого відсилає до більш ранньої формі прізвища родини Рудковських — Рудий (пол. Rudy).

## Життєпис
Сергій Рудковський походить з родини волинських караїмів. Його батьки — Захарій (Зарах) Рудковський та Сара (Зара), уроджена Сінані  .
Закінчив Луцьке реальне училище. Як громадський діяч і активний учасник руху відродження караїмської мови був спостерігачем Першого Всеросійського з'їзду караїмів, який проходив у Євпаторії в 1910 році. У 1913 року Сергій Рудковський заснував і редагував караїмський часопис «Сабах» («Світанок»). Через почсаток першої світової війни вийшло друком лише одне число часопису в 1914 році.
До революції 1917 року працював судовим секретарем у Володимирі-Волинському, звідки під час революції, будучи царським офіцером, перед приходом німецької армії був евакуйований і деякий час жив у Києві та Криму. З останнім С. Рудковський також пов'язаний родинними узами; часто бував у Криму до початку Першої світової війни. Після приходу до влади більшовиків поїздки на територію Радянського Союзу стали практично неможливими та рідкісними.
У 1918 році Сергій Рудковський повернувся до Луцька, де до 1933 року працював канцелярським помічником у Податковій палаті. 9 серпня 1923 року Сергій Рудковський одружився з Тамарою Маєвською, що мала польські та російські корені. Це був один з перших змішаних шлюбів караїмів у Луцьку. Обряд одруження здійснив виконувач обов'язків Газзана Мойсей Новицький.
У 1917–1929 роках, коли в Луцьку не було Газзана (після смерті Якова Леоновича), Сергій Рудковський реєстрував шлюби, народження та смерті у караїмській громаді. З 23 квітня 1923 року виконував обов'язки голови Правління Товариства караїмів у Луцьку. Але у своєму листі від 15 серпня 1925 року він відмовився від займаної посади, написавши: «через поганий стан здоров'я не можу надалі виконувати обов'язки голови і з сьогоднішнього дня відмовляюся». Кілька років по тому, 10 травня 1931 року він знову зайняв посаду голови, але на цей раз все на два місяці (до 29 липня 1931 р.) через погіршення здоров'я. У наступні роки Сергій Рудковський був членом Правління Товариства.
Після виходу на пенсію, разом з дружиною Тамарою та синами Селімом і Назимом (в майбутньому юрист) оселився в Рафалівці (близько 75 км на північний схід від Луцька).
Друга світова війна застала Сергія Рудковського в Рафалівці. Щоб уникнути висилки до Сибіру органами НКВД, неодноразово залишав сім'ю, щоб знайти притулок в Луцьку, головним чином, у тамтешньому караїмському громадському будинку. Аби рукописи не потрапили до сторонніх людей, на початку 1940 року більшість з них спалив, серед яких були потрібні для закінчення караїмської-польсько-німецького словника. Пізніше, після нападу Німеччини на СРСР влітку 1941 року С. Рудковський знову почав записувати деякі зі своїх праць. У 1942 році втратив сина Селіма, який був убитий. У 1943 році разом з родиною повернувся до Луцька.
Помер Сергій Рудковський навесні 1944 року. У 1945 році родина Рудковських емігрувала до Польщі.
Щодня Сергій Рудковський говорив трьома мовами: караїмською, польською та російською, а вдома тільки двома останніми, адже його дружина Тамара не знала караїмської. Також, добре знав українську і німецьку мови, трохи іврит і турецьку .
Правнуком Сергія Рудьковського, онуком його сина Назіма, є Михайло Немет (пол. Michał Németh; нар. 1980) — кандидат філологічних наук (2011), асистент кафедри угорської філології Ягеллонського університету, дослідник караїмської історії та караїмської мови. Проживає в Кракові .

## Літературна діяльність
Сергій Рудковський перш за все був автором поезії. Крім віршів він також написав декілька брошур, спогадів, історичних переказів і творів для сцени караїмською мовою. У 1932 році в Луцьку видав брошуру під назвою «Кривава луна Умані на Волині (Котовська різанина 1768 року)» (пол. Krwawe echo Humania na Wołyniu [Rzeź Kotowska 1768 r.]), присвячену історії знищення караїмських громад сіл Деражне і Котів під час Коліївщини під проводом козацького сотника Івана Гонти. Перу Сергія Рудковського також належить фрагмент прози російською мовою «До Євпаторії і назад…», де розповідається про його участь в I Всеросійському караїмською з'їзді, знайомстві з газзаном Товія Леві-Бабовичем і гахамомСамуїлом Пампуловим .
Зокрема, Сергій Рудковський вважав, що козацький гетьман Іван Самойлович походив із караїмської родини Самойловичів с. Деражне. Але, врешті-решт, складно сказати, що мав на увазі С. Рудковський під словом «походив», можливо, з Деражного був родом дід чи прадід Самойловича. Науковці вважають, що гетьман Самойлович народився в родині священика на Житомирщині.
Всього Сергій Рудковський видав караїмською мовою (за сьогоднішніми підрахунками) 22 твори, а ще 12 віршів залишаються в рукописах.

## Твори
- Rudkowski S. Aleksander Firkowicz (sahyncłar) // Karaj Awazy. — Łuck, 1936. — № 9. — С. 2.
- Rudkowski S. Ałyn iśke, Karaj ałyn // Łuwachłar. — Łuck, 1932. — С. 3.
- Rudkowski S. Bijen uwłum! // Karaj Awazy. — Łuck, 1931. — № 2. — С. 37.
- Rudkowski S. «Dostłar». Satyr kotarmak tirlikten jizip-ałhan: utwór sceniczny. — Łuck: Drukarnia Ekspres, 1931.
- Rudkowski S. «Dostłar» (II). Caja kotarmak caja ucurłaricin: utwór sceniczny. — Łuck: Wydrukowano kosztem ofiarnego Pana Michała Nowickiego, 1939.
- Rudkowski S. Ezen kyryjinda // Awazymyz. — Wrocław, 2006. — № 3 (14). — С. 8. Архівовано 4 березня 2016 року.
- Rudkowski S. Indew // Karaj Awazy. — Łuck, 1931. — № 1. — С. 21.
- Ha-Roddi [Rudkowski S.] Istepłer // Karaj Awazy. — Łuck, 1937. — № 11. — С. 21.
- Rudkowski S. Jasły tensemek // Karaj Awazy. — Łuck, 1932. — № 1 (3). — С. 15.
- Rudkowski S. Kart Łucka // Karaj Awazy. — Łuck, 1935. — № 8. — С. 14-18.
- Rudkowski S. Kart Łucka // Karaj Awazy. — Łuck, 1936. — № 9. — С. 12-15.
- Сергій Рудковський. Kart Łucka / Старий Луцьк // Із караїмської переклав Володимир Шабаровський
- Rudkowski S. Kisencłer // Karaj Awazy. — Łuck, 1932. — № 2 (4). — С. 14.
- Rudkowski S. Korutkan dżuwaherłer // Karaj Awazy. — Łuck, 1931. — № 2. — С. 19-20.
- Rudkowski S. Kys karsyna // Łuwachłar. — Łuck, 1932. — С. 13.
- Rudkowski S. Machtaw Karajłarha // Karaj Awazy. — Łuck, 1936. — № 10. — С. 8.
- Ha-Roddi [Rudkowski S.] Maci kyryłady // Karaj Awazy. — Łuck, 1938. — № 12. — С. 5.
- Rudkowski S. Muzhuł tergewłer // Karaj Awazy. — Łuck, 1933. — № 6. — С. 19.
- Rudkowski S. Nece sez bizin kutułmahymyz icin // Karaj Awazy. — Łuck, 1931. — № 1. — С. 14-16.
- Rudkowski S. Rzeź Kotowska (Podanie). — Łuck: Drukarnia Kurji Biskupiej, 1932.
- Rudkowski S. Sormakłar da karuwłar // Karaj Awazy. — Łuck, 1938. — № 12. — С. 5.
- Rudkowski S. Tezgieninde // Myśl Karaimska. — Wilno, 1928. — Т. 1, № 4-5. — С. 24.
- Rudkowski S. Tutuwłanmahy Karajłaryn Łuckada (sahync). — Łuck, 1933.
- Rudkowski S. Ułhaj, uwłum! // Karaj Awazy. — Łuck, 1932. — № 3 (5). — С. 22-23.
- Рудковский С. З. В Евпаторию и обратно… // Караимское слово. — Вильна, 1913. — № 3-4. — С. 5-9.
- Рудковский С. З. Всякому своё время // Сабах. — Луцк, 1914. — № 1. — С. 15-18.
- Рудковский С. З. К выборам Гахам-Баши // Сабах. — Луцк, 1914. — № 1. — С. 7-11.
- С. Р-кий [Рудковський С. З.] Маленький караїмський роман // Сабах. — Луцк, 1914. — № 1. — С. 21-44.
- Рудковский С. З. Почивший пахарь (Посвящается И. Н. Фирковичу) // Караїмське життя. — Москва, 1911. — № 3-4. — С. 113—114.

## література
- Баскаков Н. А. , Шапшал С. М. , Зайончковський А. А. (ред.). Караїмсько-російсько-польський словник. Москва, 1974, с. 25-26 (Бібліографія, оброб. Дубинський А. І.).
- Документи Архіву караїмської громади Луцька [з приватної колекції].
- Дубинський А. І. Оновлення караїмської мови в першій половині нашого століття, «Rocznik Orientalistyczny», t. 49, 1994/2, s. 59-63.
- Dubiński A. Rudkowski Sergiusz, w: Polski Słownik Biograficzny , Markiewicz, H., i in. (red.): t. 32/4, Wrocław-Warszawa-Kraków 1991 року, s. 604.
- Kizilov M. The Sons of Scripture: The Karaites in Poland and Lithuania in the Twentieth Century. — Berlin; Warsaw: De Gruyter Open, 2015. — P. 527. — ISBN 978-3-11-042525-3.
- Németh M. Sergiusz Rudkowski // " Awazymyz " 14 (2006/3), s. 7-11.
- Pamięci tych, którzy odeszli... [Некролог] // " Myśl Karaimska " (seria nowa) 1 (1945—1946), s. 140.